# Chen Xiefen
En aquest nom xinès, el cognom és Chen.
Chen Xiefen (xinès: 陈撷芬)  (Hunan, 1883 - 1923) fou una periodista, editora i escriptora, a més de precursora del moviment feminista a la Xina.

## Biografia
Chen Xiefen Va néixer el 1883 a Hangshan a la província de Hunan (Xina) durant el regnat de l'emperador Guangxu de la dinastia Qing que va governar sota la tutela de l'emperadriu Cixi.
El pare de Chen va ser magistrat a Yanshan a la província de Jiangxi Traslladat a Xangai va comprar i reformar el diari Subao, antimonàrquic, progressista, i amb suport al moviment de la Reforma dels Cent dies, posició que va fer que perdés el seu càrrec.
El 1902 amb la seva germana va anar a estudiar al Japó, on malgrat el caràcter progressista del seu pare, va ser obligada a convertir-se en la concubina d’un comerciant cantonès, situació que va poder canviar amb l’ajut dels estudiants xinesos i va continuar els seus estudis a la Yokohama Kyoritsu Public School for Christian Women.
Es va casar amb Yang Jun i van anar a estudiar als EUA.

### Editora feminista i antimonàrquica
Mentre estudiava al "McTyeire Home School for Girls" dels missioners metodistes, només amb 16 anys va crear a Xangai el diari “Nübao” (Diari per dones) que va ser el primer diari xinès dirigit a dones lectores.
El 1903 el diari va canviar la capçalera a “Nüxuebao” (diari per l'educació de les dones), amb continguts que volien potenciar l'educació i els drets de les dones. Es va editar com a suplement del diari del seu pare i va ser conegut com el “Supao femení”.
Les principals columnes de la publicació van incloure assajos, biografies de dones i especialment articles contra l'embenat dels peus, propostes per lluitar pels drets i la independència de les dones i la igualtat de gènere, també amb articles revolucionaris anti-Qing.
El Govern dels Qing va fer tancar la publicació per considerar-la antimanxú. Però amb el suport de Zhang Shizhao i Zhang Ji van publicar un nou el diari “Guomin ribao”